# Poul-Henning Kamp

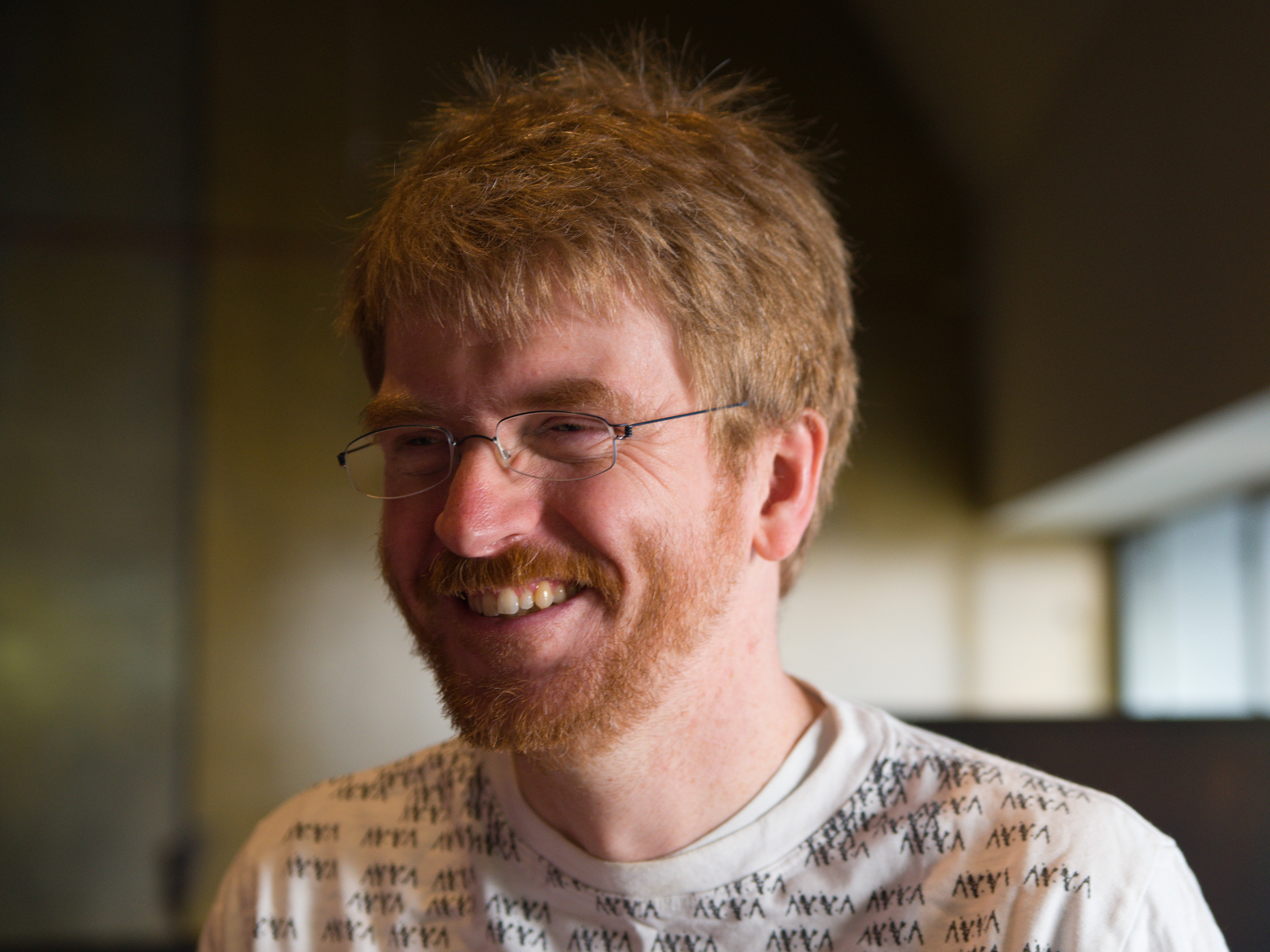
Poul-Henning Kamp (2013)

Poul-Henning Kamp (* 20. Januar 1966 in Dänemark) ist ein selbstständiger Softwareentwickler, bekannt für seine Arbeiten an zahlreichen Open-Source-Projekten. Zurzeit wohnt er in Slagelse in Dänemark.

## Beiträge zum FreeBSD-Projekt
Poul-Henning Kamp ist fast seit den Anfängen des Projekts Mitentwickler an FreeBSD und dort unter dem Kürzel phk bekannt. 
Er ist verantwortlich für den stark verbreiteten MD5-Hashing-Algorithmus,
sowie einen großen Teil an System-Code, wie der GEOM-Speicherschicht für FreeBSD, dem GEOM Based Disk Encryption System (GDBE) für FreeBSD, einem System zur Verschlüsselung von Festplatten, Teile der Implementierung des UFS2-Dateisystems, FreeBSD Jails, der malloc-Bibliothek und der NTP-Implementierung.

## Varnish
Poul-Henning Kamp ist außerdem führender Architekt und Entwickler des Varnish-Projekts, einem Cache-Server für Webseiten.

## Auseinandersetzungen mit IT-Firmen
In einer Auseinandersetzung mit der Firma D-Link beschuldigte Poul-Henning Kamp diese des NTP-Vandalismus, da D-Link die IP-Adresse seiner NTP-Server fest in ihre Router eingetragen hatten. Die Auseinandersetzung wurde am 27. April 2006 beigelegt.
2010 trat Poul-Henning Kamp in einen Rechtsstreit mit dem chinesischen Computerproduzenten Lenovo. Er bestand auf der Rückerstattung der Lizenzkosten für das miterworbene Microsoft Windows Vista. Er unterlag im Rechtsstreit, obwohl die Lizenz eine Rückerstattung für den Fall, dass der Lizenz nicht zugestimmt wird, vorsieht.

## Sonstiges
In einer Mail von Poul-Henning wurde zum ersten Mal der Begriff bikeshed colour (Farbe des Fahrradschuppens) geprägt, mit dem umstrittene, aber bedeutungslose technische Debatten über Trivialitäten in Open-Source-Projekten charakterisiert werden. Dieser Begriff wird unter anderem im Umfeld von FreeBSD, Perl und Subversion genutzt.
Poul-Henning Kamp ist bekannt dafür, dass er die Beerware Lizenz der GNU GPL vorzieht.
Poul-Henning Kamp bezeichnete in der Zeitung ACM Queue, den Sieg von nullterminierten Strings über Strings mit Längenpräfix als "den teuersten 1 Byte Fehler" aller Zeiten.

## Veröffentlichungen
Poul-Henning Kamp hat über die Jahre zahlreiche Artikel in Fachzeitschriften wie Communications of the ACM und ACM Queue veröffentlicht. Darüber hinaus schreibt er Artikel auf mehreren Blogs in englischer und dänischer Sprache. Häufig behandelte Themen sind Berechnungen und Zeitkontrolle.
Eine Auswahl von Veröffentlichungen:
- USENIX ATC 1998 FREENIX track, "malloc(3) Revisited"
- USENIX BSDCon 2003, GBDE-GEOM Based Disk Encryption
- USENIX BSDCon 2002, Rethinking /dev and devices in the UNIX kernel
- ACM Queue: Building Systems to be Shared Securely
- ACM Queue: You're doing it wrong
- Communications of the ACM: The Most Expensive One-Byte Mistake
- Communications of the ACM: The One-Second War